# اوویدیو استینگا
اوویدیو استینگا (رومانیایی: Ovidiu Stîngă؛ زادهٔ ۵ دسامبر ۱۹۷۲) یک بازیکن فوتبال اهل رومانی است.

## باشگاهی
از باشگاه‌هایی که در آن بازی کرده‌است می‌توان به دینامو بخارست و پی‌اس‌وی آیندهوون اشاره کرد.

## تیم ملی
وی همچنین در تیم ملی فوتبال رومانی بازی کرده است.